# Fodor László (író)
Fodor László, született Friedländer, külföldön Ladislas Fodor (Budapest, Terézváros, 1898. március 28. – Los Angeles, USA, 1978. szeptember 1.) magyar író, újságíró, színműíró, forgatókönyvíró. 

## Élete
Friedländer Schoel, a kárpátaljai Husztról származó kalapbélés készítő és Schlenger Berta fia. Családnevét édesapjával együtt 1911-ben megváltoztatta és 1917-ben áttért a római katolikus hitre. Középiskoláit és egyetemi tanulmányait Budapesten végezte. Eleinte orvosnak készült, majd újságíró lett. Eleinte novellákat és regényeket írt. Színpadi műveit Molnár Ferenc nyomában kitűnő technikával, hatásosan építette fel, s külföldön is sikert aratott. 1932-től több amerikai film forgatókönyvét írta. Bécsben élt, majd Ausztria annektálását követően, 1938 márciusában zsidó származása miatt elhagyta azt. Először Franciaországba ment, ahonnan kivándorolt az USA-ba. Az 1950-es években visszatért Európába és az NSZK-ban telepedett le, ahol szerepet vállalt a német filmgyártásban.
1920. február 21-én Budapesten házasságot kötött Faludi Dezső és Neumann Gizella lányával, Rózával, majd egy évvel később elváltak. Második házastársa Jagasich Borbála Etelka volt, akit 1923. november 5-én Budapesten, a Terézvárosban vett nőül. 1928-ban elváltak.

## Művei

### Színművei
- A két álarc (színmű. Bemutató: 1923. július 10. Budai Színkör)
- Navarrai Margit (verses játék 3 felvonásban. Bemutató: 1923. szeptember 8. Magyar Színház. Felelevenítése a Belvárosi Színházban: 1923. október 11-én. Home Affairs címmel 1925. január 18-án színre került, Londonban, az Every man's Theatre-ban.)
- A nagyságos asszonyt már láttam valahol (verses játék 3 felvonásban. Bemutató: 1924. február 21. Belvárosi Színház)
- A jószívű asszony (verses játék 3 felvonásban. Bemutató: 1924. november 12. Renaissance Színház)
- Dr. Szabó Juci (verses játék 3 felvonásban. Bemutató: 1926. január 15. Magyar Színház)
- Szeretek egy színésznőt (verses játék 4 felvonásban. Bemutató: 1926. október 2. Magyar Színház)
- A díszelőadás (színjáték 3 felvonásban. Bemutató: 1927. március 16. Vígszínház)
- A templom egere (verses játék 3 felvonásban. Bemutató: 1927. november 11. Vígszínház.)
- BöIcsődal (verses játék 3 felvonásban. Bemutató: Vígszínház)
- A töltőtoll (La penna stilo grafica, színmű. Bemutató: 1929. szeptember. Torino., 1930 január: Belgrád)
- Helyet az ifjúságnak (1930)
- Csók a tükör előtt (1932)
- Egy asszony hazudik (1935)
- Érettségi (1935)
- Társasjáték (1936)
- Hajnali vendég (1938)
- Művészpár (1938)

### Forgatókönyvíró
- Le Bal (1931)
- Charlie Chan in City in Darkness (1939)
- Seven Sinners (1940)
- Tales of Manhattan (1942)
- Cairo (1942)
- Isle of Missing Men (1942)
- Girl Trouble (1942)
- Tampico (1944)
- The Imperfect Lady (1947)
- The Other Love (1947)
- The Great Sinner (1949)
- The Man from Cairo (1953)
- Hüvelyk Matyi (Tom Thumb, 1958)
- Menschen im Hotel (1959)
- Búcsú a felhőktől (Abschied von den Wolken, 1959)
- Das Riesenrad (1961)
- The Return of Doctor Mabuse (1961)
- Breakfast in Bed (1963)
- Scotland Yard Hunts Dr. Mabuse (1963)
- The Strangler of Blackmoor Castle (1963)
- Old Shatterhand (1964)
- The Secret of Dr. Mabuse (1964)
- Az aztékok kincse (The Treasure of the Aztecs, 1965)
- A Napisten piramisa (The Pyramid of the Sun God, 1965)
- Die Nibelungen (1966)
- The Peking Medallion (1967)
- Im Banne des Unheimlichen (1968)
- Harc Rómáért (Kampf um Rom, 1968)
- The Man with the Glass Eye (1969)
- Sztrogoff Mihály (Strogoff, 1970)
- The Devil Came from Akasava (1971)
- Nem kell mindig kaviár (Es muss nicht immer Kaviar sein, 1977, TV-sorozat)